# Liste indischer Schriftsteller
Liste indischer Schriftsteller, Dichter, Literaturschaffender

## A
- Abdul Khan Din
- George Robert Aberigh-Mackay (1848–1881)
- Aravind Adiga (* 1974), Booker-Prize-Träger
- Vishal Agarwal
- Ahmed Rida Khan
- Akhandanand
- Amar Nath Kak
- Amaru (ca. 6.–8. Jh.), Sanskrit
- U. R. Ananthamurthy (1932–2014), Kannada
- Sukumar Azhikode (1926–2012), Malayalam

## B
- Harivansh Rai Bachchan (1907–2003), Hindi
- Rupa Bajwa
- Chandrakant Bakshi
- V. Balakrishnan (1932–2004), Malayalam
- S. N. Balagangadhara (* 1952)
- Banabhatta
- Ashok Banker
- Vaikom Muhammad Basheer (1908–1994), Malayalam-Romancier
- Samit Basu
- Abhijit Bhaduri
- Chetan Bhagat (* 1974), Englisch
- S. L. Bhairappa
- Bharata Muni
- Dharamvir Bharati (1926–1997), Hindi
- Bhartrihari (um 5.–7. Jh.), Sanskrit
- Ruskin Bond (* 1934), Englisch
- Rajsekhar Bose
- Sasthi Brata (1939–2015)

## C
- Mario Cabral e Sa
- Lokesh Chandra (* 1927)
- Vikram Chandra (* 1961)
- Chandrakanta
- Aroup Chatterjee
- Rimi B. Chatterjee
- Upamanyu Chatterjee (* 1959)
- Bankim Chandra Chattopadhyay (1838–1894)
- Sharat Chandra Chattopadhyay (1876–1938)
- Amit Chaudhuri (* 1962), Englisch
- Nirad Chandra Chaudhuri (1897–1999)
- Dilip Chitre (1938–2009)
- Deepak Chopra (* 1946)
- Ismat Chughtai
- Ismat Chugtai
- Col Karan Kharb
- Richard Crasta (* 1952)

## D
- Bhim Singh Dahiya
- Hamid Dalwai (1932–1977)
- Abdul Majid Daryabadi
- Kamala Das
- Ullas Das
- Abha Dawesar (* 1974)
- Shobhaa De (* 1948)
- Anita Desai (* 1937)
- Kiran Desai (* 1971)
- Mahadev Desai
- Narayan Desai
- G. V. Desani
- Gauri Deshpande
- Shashi Deshpande
- Devaki Nandan Khatri
- Mahasweta Devi (1926–2016)
- Dharampal (1922–2006)
- Chitra Banerjee Divakaruni (* 1956)

## G
- Jayant Gandhi
- Sunil Gangopadhyay (1934–2012)
- Amitav Ghosh (* 1956)
- Sita Ram Goel (1921–2003)
- V. K. Gokak
- Ram Gopal (* 1925)
- Babu Gulabrai
- Rohit Gupta
- Swaraj Prakash Gupta (1931–2007)
- Gurdial Singh

## H
- E. Harikumar
- Bharatendu Harishchandra (1850–1885)
- Kaka Hathrasi
- Hazari Prasad Dwivedi
- Ranjit Hoskoté (* 1969)
- Krishna Hutheesing
- Qurratulain Hyder (1927–2007)

## I
- Kancha Ilaiah
- Anosh Irani (* 1974)
- Gorur Ramaswamy Iyengar
- Maasti Venkatesh Iyengar (1891–1986)

## J
- Ali Sardar Jafri
- Rashid Jahan
- Meenakshi Jain
- Jayakanthan (1934–2015)
- Radhika Jha (* 1970)
- Raj Kamal Jha (* 1966)
- Manu Joseph (* 1974), Englisch
- Manohar Shyam Joshi (1933–2006)

## K
- Kabir (1440–1518)
- Kalidasa (bl. um 400), Dramatiker, Schöpfer des Sakundala
- Bhau Kalchuri
- Kalhana (bl. 12. Jh.)
- Srinivasan Kalyanaraman
- Kamleshwar
- Amita Kanekar (* 1965)
- Yashavant Kanetkar
- Jaswant Singh Kanwal
- K. Shivaram Karanth
- M. Karunanidhi (1924–2018)
- Zameer Hassan Kazmi
- Ravindra Kelekar (1925–2010)
- Ayub Khan-Din
- Khurram Murad (1932–1996)
- Khushwant Singh (1915–2014), Romancier
- Kishori Charan Das
- Narendra Kohli
- Krishan Chander
- M. Krishnan Nair
- Gurunath Abaji Kulkarni
- Deepak Kumar
- Satish Kumar
- Kumaran Asan

## L
- Bihari Lal (1595–1663)
- Kishori Saran Lal (1920–2002)
- Purushottama Lal (‚P. Lal‘; 1929–2010)

## M
- Madhan
- Mahipati
- Sake Dean Mahomet (1759–1851)
- Binoy Majumdar
- Ramesh Chandra Majumdar (1888–1980)
- Manohar Malgonkar
- Amulya Malladi
- Kamala Markandaya (1924–2004)
- Mirza Ghalib (1797–1869), Urdu-Dichter
- Muhammad Iqbal (1877–1938)
- Dom Moraes (1938–2004)
- Maulana Manazir Ahsan Gilani
- Maulvi Abdul Haq
- Pankaj Mishra (* 1969)
- Mohan Rakesh (1925–1972)
- Qazi Athar Mubarakpuri
- Dhan Gopal Mukerji
- Bharati Mukherjee
- Shirshendu Mukhopadhyay
- Vijaya Mulay
- Mulk Raj Anand (1905–2004)
- Sudha Murty

## N
- Kiran Nagarkar (1942–2019)
- C. M. Naim
- M. T. Vasudevan Nair (1933–2024)
- Nand Kishore Acharya
- Harsh Narain (1921–1995)
- R. K. Narayan (1906–2001)
- Shoba Narayan
- C. Narayanareddy
- Natthan Singh
- Gopal Das Neeraj
- Jawaharlal Nehru (1889–1964)
- Jaswant Neki
- Nirmal Verma (1929–2005)
- Nitish Sengupta
- Sister Nivedita (1867–1911)

## P
- Ranya Paasonen (* 1974), indische Autorin, lebt in Finnland
- Balji Nath Pandit (1916–2007)
- M. P. Pandit
- K. Ayyappa Panicker
- Sumitranandan Pant, Hindi-Dichter
- K. Madhava Panikkar (1895–1963)
- Pannalal Patel
- Harishankar Parsai
- Pash (1950–1988)
- Swaraj Paul
- Pavanan
- Phanishwarnath Renu
- Pitcheswara Rao Atluri
- Poornachandra Tejaswi
- S. K. Pottekkatt
- Vishnu Prabhakar (1912–2009)
- Ravindra Prabhat (* 1969)
- Devendra Prabhudesai
- Uday Prakash (* 1952)
- Premchand (1880–1936)
- Anant Priolkar (1895–1973)
- Amrita Pritam

## R
- Mulk Raj Anand (1905–2004)
- N. S. Rajaram
- Rajendra Yadav (1929–2013)
- Vayalar Ramavarma
- Ramesh Menon
- Rangeya Raghav
- Sujatha Ramdorai (* 1962)
- Raja Rao (1908–2006)
- S. R. Rao (1922–2013)
- Anita Rau Badami (* 1961)
- Upendrakishore Raychaudhuri (1863–1915)
- Kethu Viswanatha Reddy
- Yvette Rosser (* 1952)
- Arundhati Roy (* 1961)
- Dilip Kumar Roy (1897–1980)
- Salman Rushdie (* 1947), Booker-Prize-Träger

## S
- P. Sachidanandan
- Bhisham Sahni
- Samaresh Majumdar
- Kottarathil Sankunni
- Vilas Sarang
- Jadunath Sarkar (1870–1958)
- Annabhau Sathe (1920–1969)
- Nandini Satpathy (1931–2006)
- Viswanatha Satyanarayana (1895–1976)
- Vikram Seth (* 1952), englischsprachiger Romancier, Dichter
- Kaikhosru Dadhaboy Sethna (1904–2011)
- Vishnu Sharma
- H. V. Sheshadri (1926–2005)
- Tarabai Shinde (1850–1910)
- Arun Shourie (* 1941)
- Geetanjali Shree (* 1957)
- Vinod Kumar Shukla (* 1937)
- Frank Simoes
- Bhai Vir Singh
- Jagjit Singh
- Khushwant Singh (1915–2014)
- Shumona Sinha (* 1973)
- Sadguru Sivananda Murty
- Sivasankari
- Indira Soundarajan
- Sri Lal Sukla
- B. M. Srikantaiah
- Subramaniya Bharati (1882–1921)
- Shri Purohit Swami
- B. G. L. Swamy
- Ram Swarup (1920–1998)
- Vikas Swarup (* 1963)

## T
- T. Padmanabhan
- Rabindranath Thakur (1861–1941), Literaturnobelpreis 1913, Dichter der indischen Nationalhymne
- Shrikant G. Talageri (* 1958)
- Gurbachan Singh Talib (1911–1986)
- Vijay Tendulkar (1928–2008)
- Jamling Tenzing Norgay (* 1966)
- Thomas Thomas
- Thunchaththu Ramanujan Ezhuthachan
- Mark Tully
- Tulsidas (um 1532/43–1623), Dichter, Schöpfer des Ramayana in Hindi

## U
- Ulloor S. Parameswara Iyer (1877–1949)
- Umasvati

## V
- Abdul Vaheed (‚Kamal‘; * 1936)
- Krishna Baldev Vaid (1927–2020)
- Ruth Vanita (* 1955)
- Vayalar Ramavarma, Malayalam-Dichter
- Mahadevi Varma (1907–1987)
- Vembu Vikiraman
- Bhagwati Charan Verma
- O. V. Vijayan

## W
- Benjamin Walker
- Shashi Warrier

## Y
- Anand Yadav
- Yashpal

## Z
- Paul Zacharia (* 1945)
- Sajjad Zaheer (1905–1973)